# Transpression

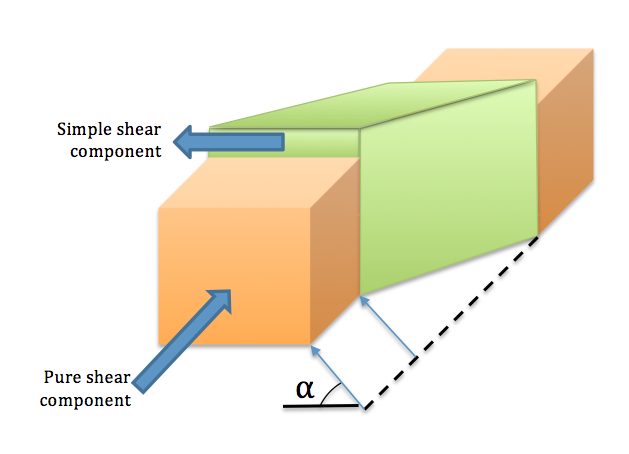
Modèle simple de transpression: zone de décrochement accompagnée d'un mouvement compressif simultané.

En géologie, la transpression est une déformation due à un jeu décrochant qui dévie d'un mouvement décrochant pur à cause d'une composante compressive (ou convergente) caractérisant une faille inverse. Ces deux mouvements simultanés résultent en une faille oblique.
Dans la nature, en effet, il est rare qu'un corps subisse une déformation purement inverse ou purement décrochante. La part relative du raccourcissement et du décrochement s'exprime à l'aide de l'angle alpha (voir illustration) qui va de 0 (décrochement pur) à 90 degrés (convergence pure). Pendant le raccourcissement, sauf si du matériel est évacué, la transpression produit une épaississement vertical dans la croûte. 
De la même façon, on appelle transtension la déformation comportant une composante extensive et une composante décrochante simultanées.

## Structures transpressives
Les zones de décrochement transpressif sont caractérisées par l'association des structures induites par une convergence et celles induites par un cisaillement. On y trouve par exemple des foliations, des linéations, des stylolites, des plis et des failles inverses.

## Zones transpressives dans le monde et exemples
- Altaï  (Mongolie occidentale et sud de la Sibérie, en Russie)[1]
- Côté occidental de la zone de subduction de la fosse des Aléoutiennes [2]
- Gobi Altai (Mongolie)[3]
- Le Big Bend de la zone de faille de San Andreas, (Californie, USA)[4]
- La faille alpine (en) dans les Alpes du Sud (Nouvelle-Zélande)[5]
- Le pluton de Galeh–Doz (zone de Sanandaj–Sirjan Zone, en Iran)[6]
- Le séisme de 2023 au Maroc se produit sur la zone transpressive de l'est de la faille transformante Açores-Gibraltar.